# Ateuchus pruneus
Ateuchus pruneus är en skalbaggsart som beskrevs av Antoine Boucomont 1928. Ateuchus pruneus ingår i släktet Ateuchus och familjen bladhorningar. Inga underarter finns listade.